# Lophophanes dichrous
Lophophanes dichrous é uma espécie de ave da família Paridae.
Pode ser encontrada nos seguintes países: Butão, China, Índia, Myanmar e Nepal.
Os seus habitats naturais são: florestas temperadas e regiões subtropicais ou tropicais húmidas de alta altitude.